# Liste der Gemeindeverbände im Département Lot
Das Département Lot liegt in der Region Okzitanien in Frankreich. Es untergliedert sich in zehn Gemeindeverbände.
Siehe auch: Liste der Gemeinden im Département Lot

## Gemeindeverbände

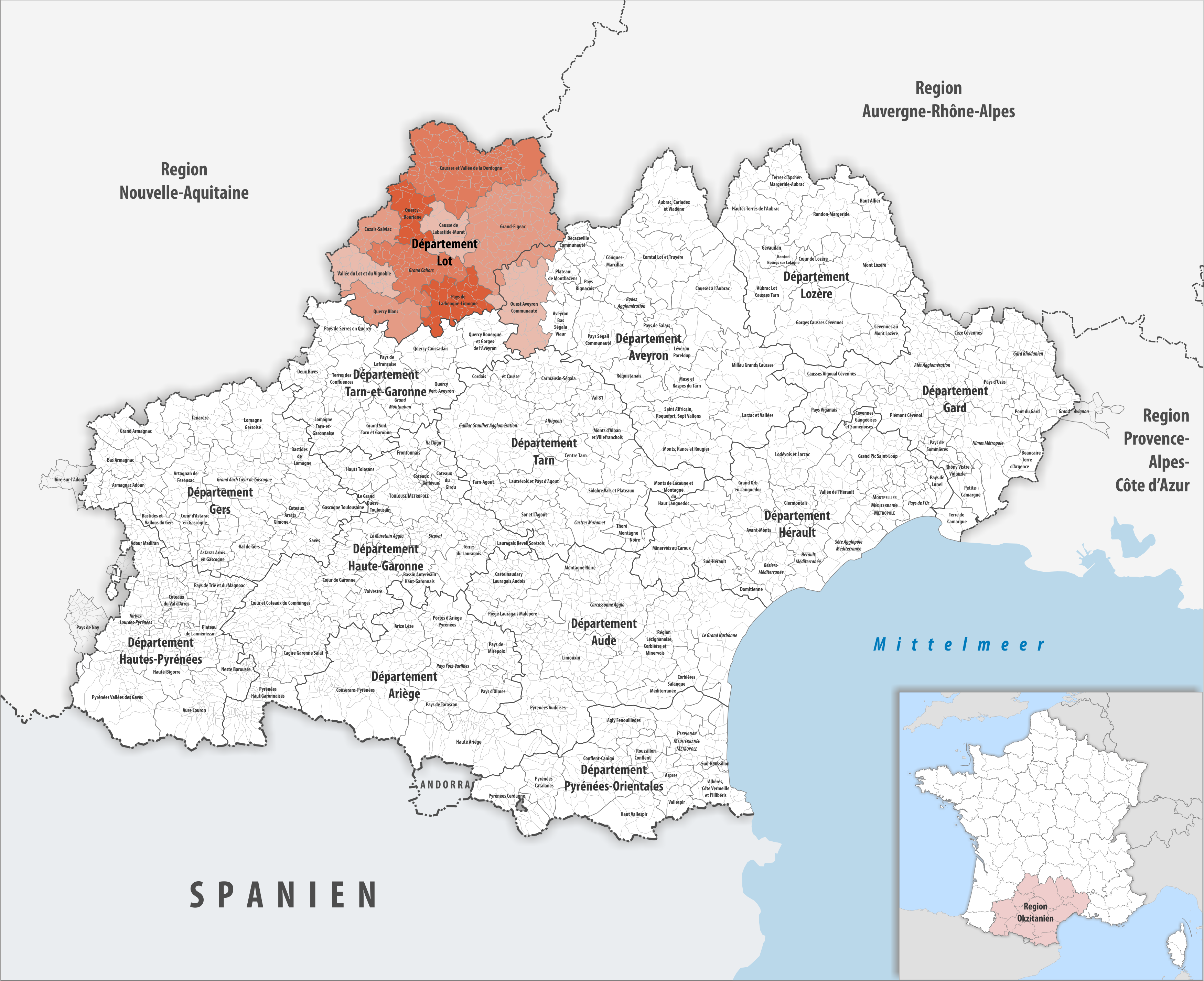
Gemeindeverbände im Département Lot

| Gemeindeverband                  | Gemeinden im Départ./Verband | Einwohner 1. Januar 2022 | Fläche km² | Dichte Einw./km² | SIREN- Nummer | Rechtsform                 | Gründungsdatum    |
| -------------------------------- | ---------------------------- | ------------------------ | ---------- | ---------------- | ------------- | -------------------------- | ----------------- |
| Causse de Labastide Murat        | 17/17                        | 3.915                    | 335,35     | 12               | 244 600 573   | Communauté de communes     | 21. Dezember 2001 |
| Causses et Vallée de la Dordogne | 77/77                        | 45.320                   | 1.292,73   | 35               | 200 066 371   | Communauté de communes     | 18. Oktober 2016  |
| Cazals-Salviac                   | 15/15                        | 5.432                    | 249,61     | 22               | 200 035 327   | Communauté de communes     | 21. November 2012 |
| Grand Cahors                     | 36/36                        | 42.094                   | 593,22     | 71               | 200 023 737   | Communauté d’agglomération | 30. Dezember 2009 |
| Grand-Figeac                     | 86/92                        | 43.924                   | 1.282,71   | 34               | 200 067 361   | Communauté de communes     | 10. November 2016 |
| Ouest Aveyron Communauté         | 2/29                         | 27.244                   | 668,00     | 41               | 200 069 383   | Communauté de communes     | 2. Dezember 2016  |
| Pays de Lalbenque-Limogne        | 23/23                        | 8.886                    | 444,83     | 20               | 244 600 532   | Communauté de communes     | 30. Dezember 1998 |
| Quercy Blanc                     | 9/9                          | 7.704                    | 415,86     | 19               | 200 039 519   | Communauté de communes     | 1. Januar 2014    |
| Quercy-Bouriane                  | 20/20                        | 10.247                   | 308,38     | 33               | 244 600 482   | Communauté de communes     | 31. Dezember 1996 |
| Vallée du Lot et du Vignoble     | 27/27                        | 14.516                   | 370,37     | 39               | 244 600 433   | Communauté de communes     | 31. Dezember 1996 |